# Daihatsu Tanto
Daihatsu Tanto – mikrovan produkowany przez koncern Daihatsu.
- I generacja 2003 – 2007
- II generacja 2007 – 2013
- III generacja 2013 – 2019
- IV generacja 2019 – nadal

W 2009 roku zaprezentowano Daihatsu Tanto Exe, które ma konkurować z Hondą Life i Nissanem Moco. Nie jest to kolejna generacja modelu, lecz odmiana stylistyczna.

## Daihatsu Tanto I (2003 – 2007)
Daihatsu Tanto I – zostało zaprezentowane w 2003 roku w Tokio. Na rynek japoński trafiło tego samego roku. Mikrovan występował z benzynowymi silnikami 0.7 (0.66) o mocy 58 i 64 KM. Do wyboru była 3- lub 4-biegowa automatyczna skrzynia biegów. Tanto ważyło od 870 do 960 kg – zależnie od wersji.

## Daihatsu Tanto II (2007 – 2013)
Daihatsu Tanto – samochód typu kei car. Mikrovan występuje z tymi samymi silnikami, co poprzednik. Wysoki dach zapewnia maksymalną przestronność. Wersja z silnikiem 0.66/58 występuje z 4-biegową przekładnią automatyczną, a 0.66/64 z bez sprzęgłową skrzynią biegów.

## Daihatsu Tanto Exe
Daihatsu Tanto Exe – kei car zbudowany na podstawie Daihatsu Tanto. Jest odpowiedzią na modele innych producentów np. Nissan Moco lub Honda Life. Jego modelem bliźniaczym jest Subaru Lucra. Samochód może być napędzany na przód lub na wszystkie koła.
Z silnikiem 0.66 współpracuje automatyczna skrzynia CTV.

## Galeria

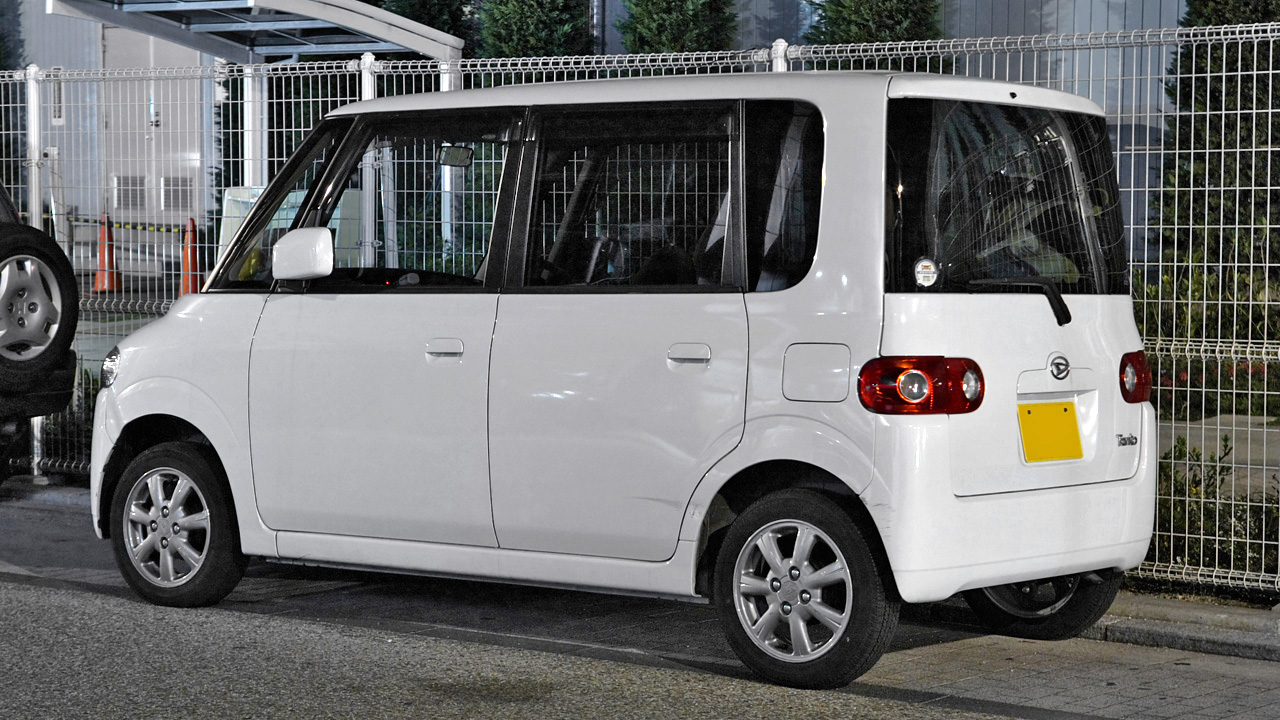
Daihatsu Tanto I z tyłu
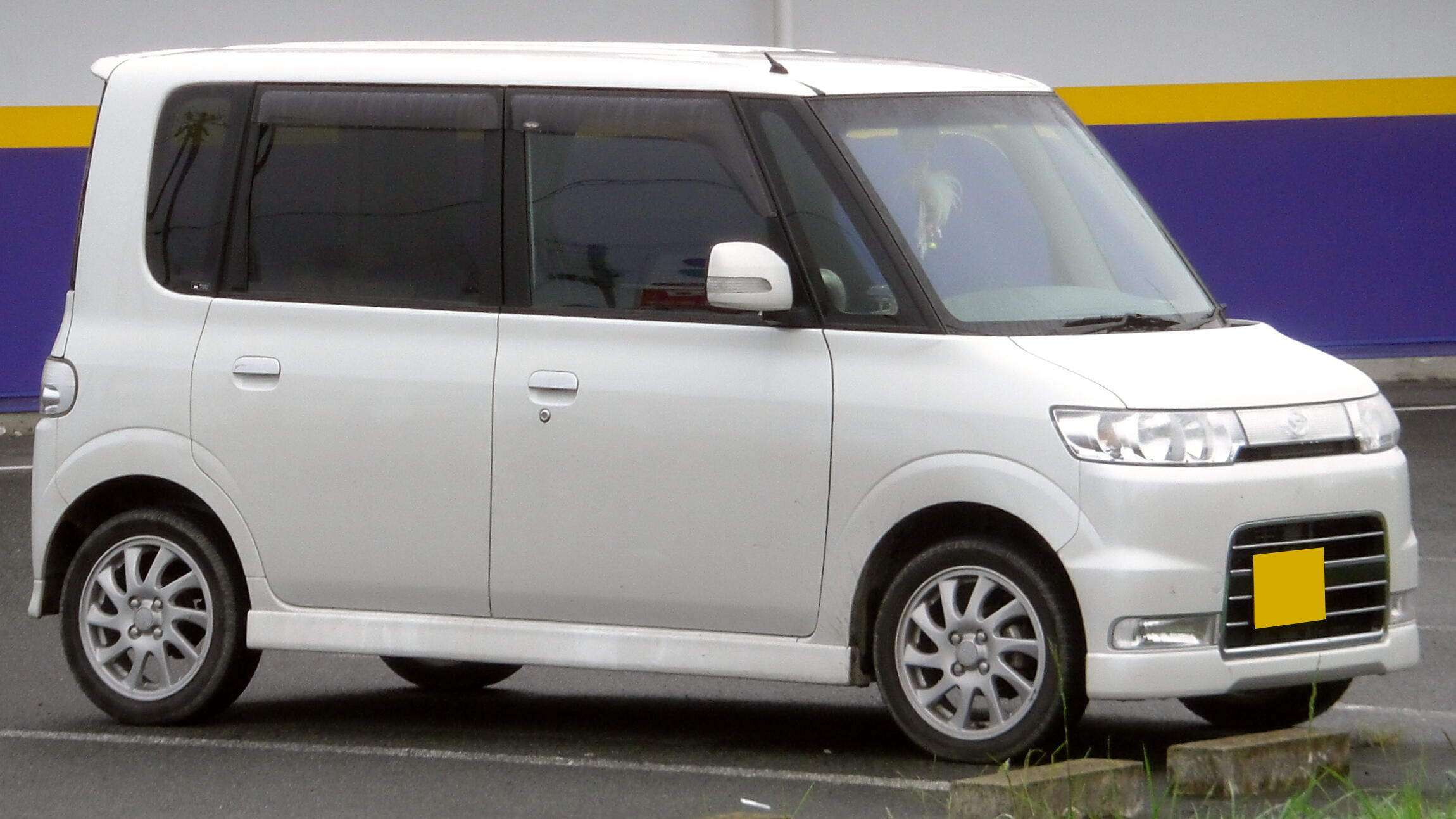
Daihatsu Tanto Custom (pakiet stylistyczny)
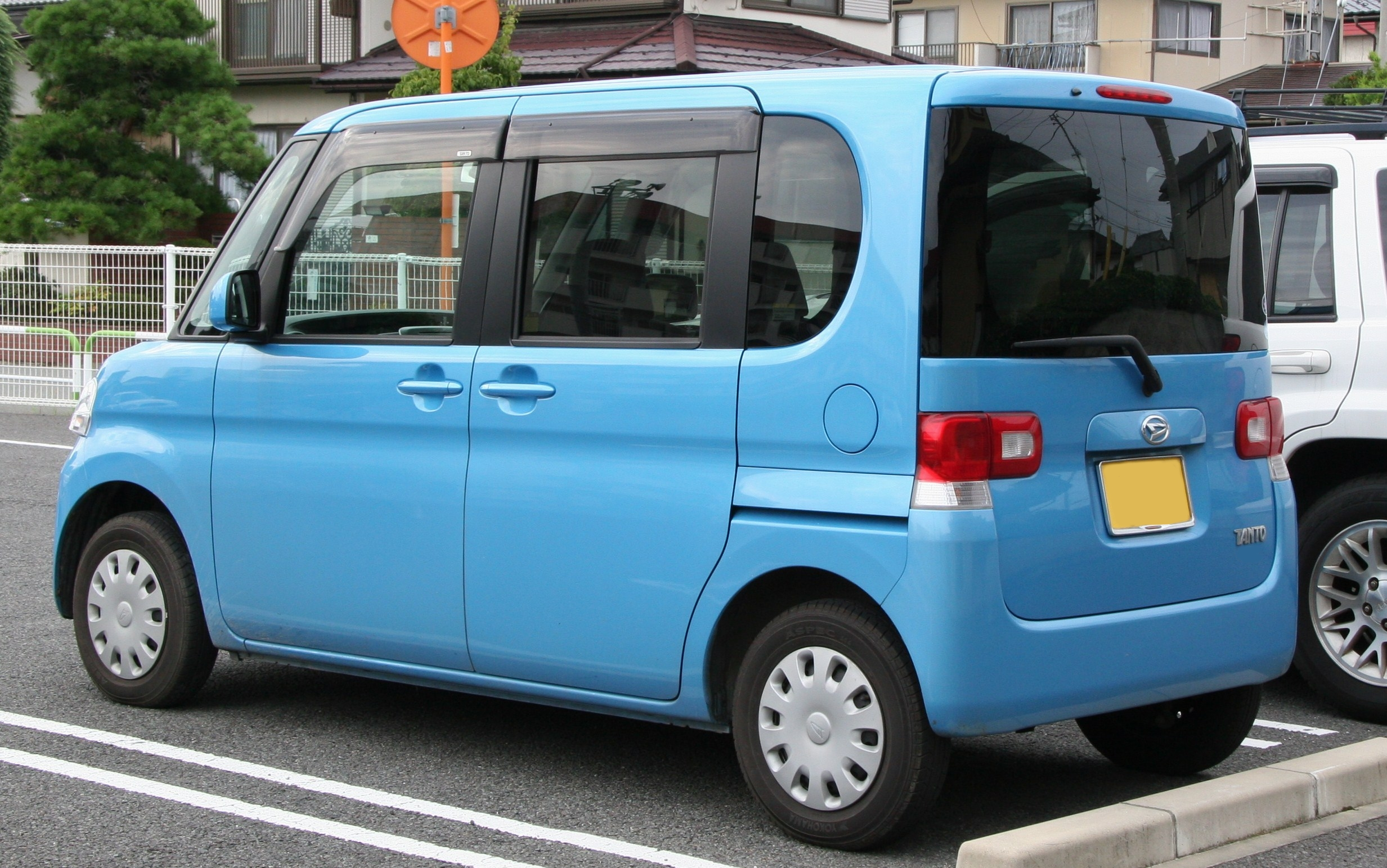
Druga Generacja z tyłu
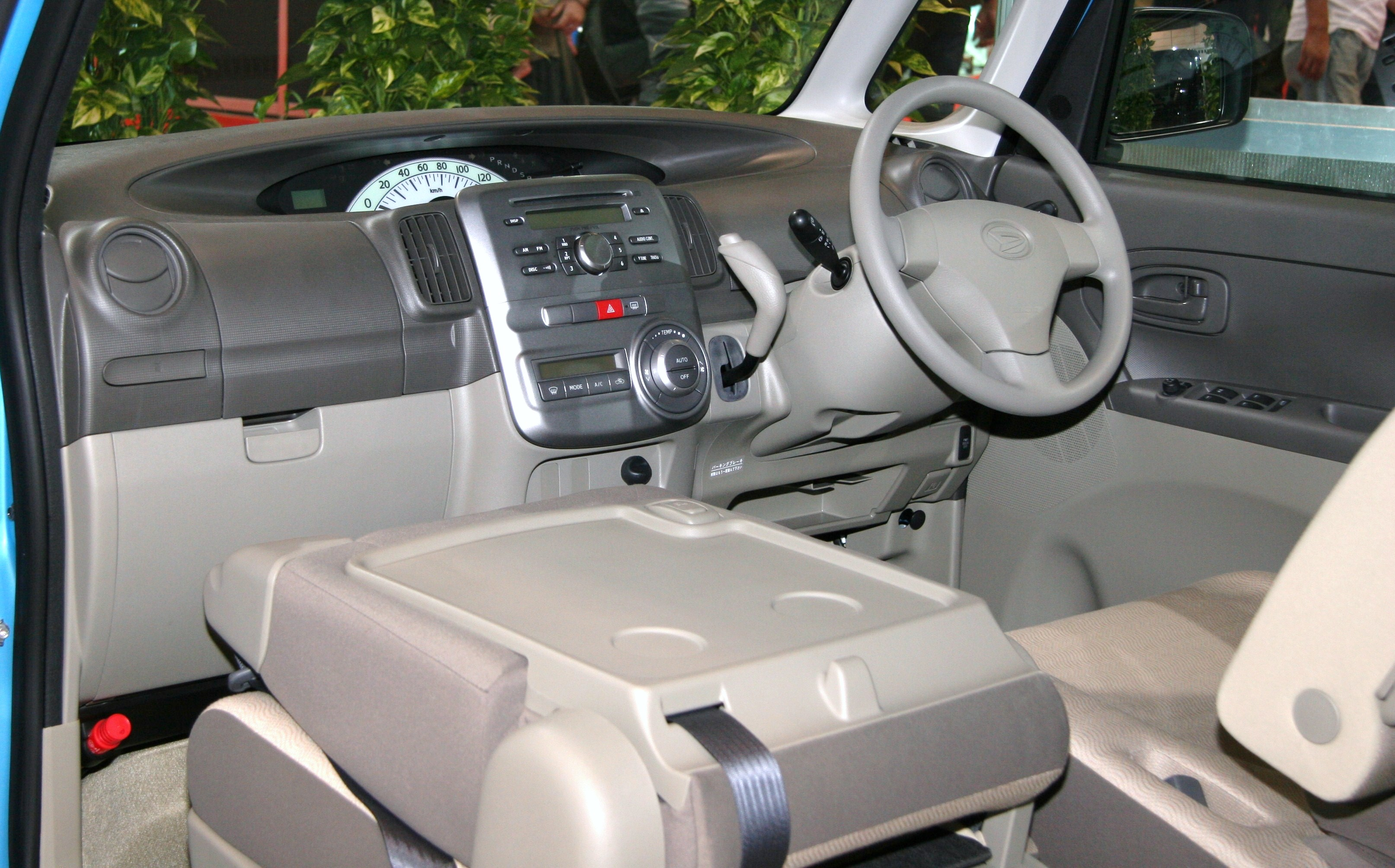
Wnętrze Daihatsu Tanto II
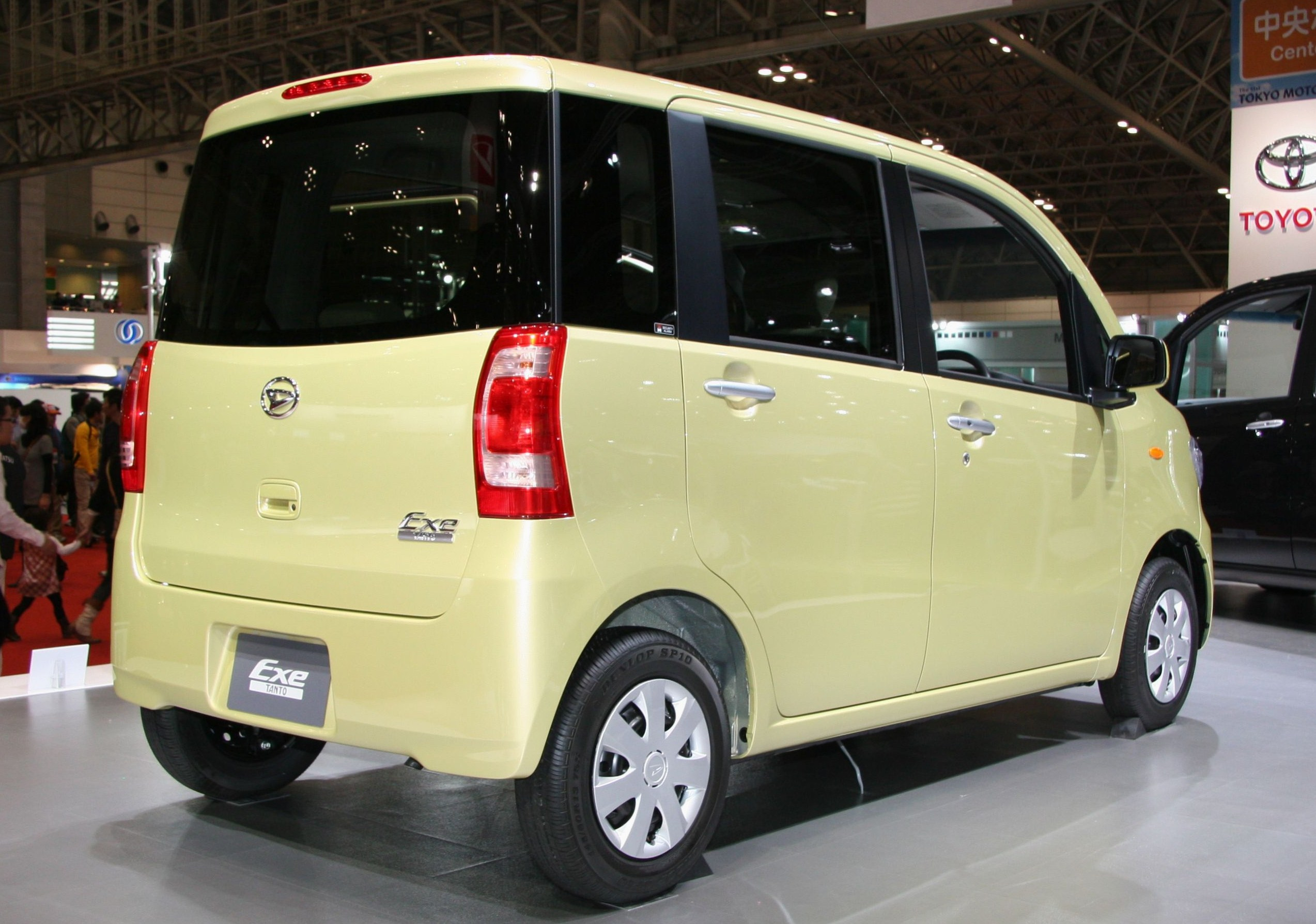
Daihatsu Tanto Exe
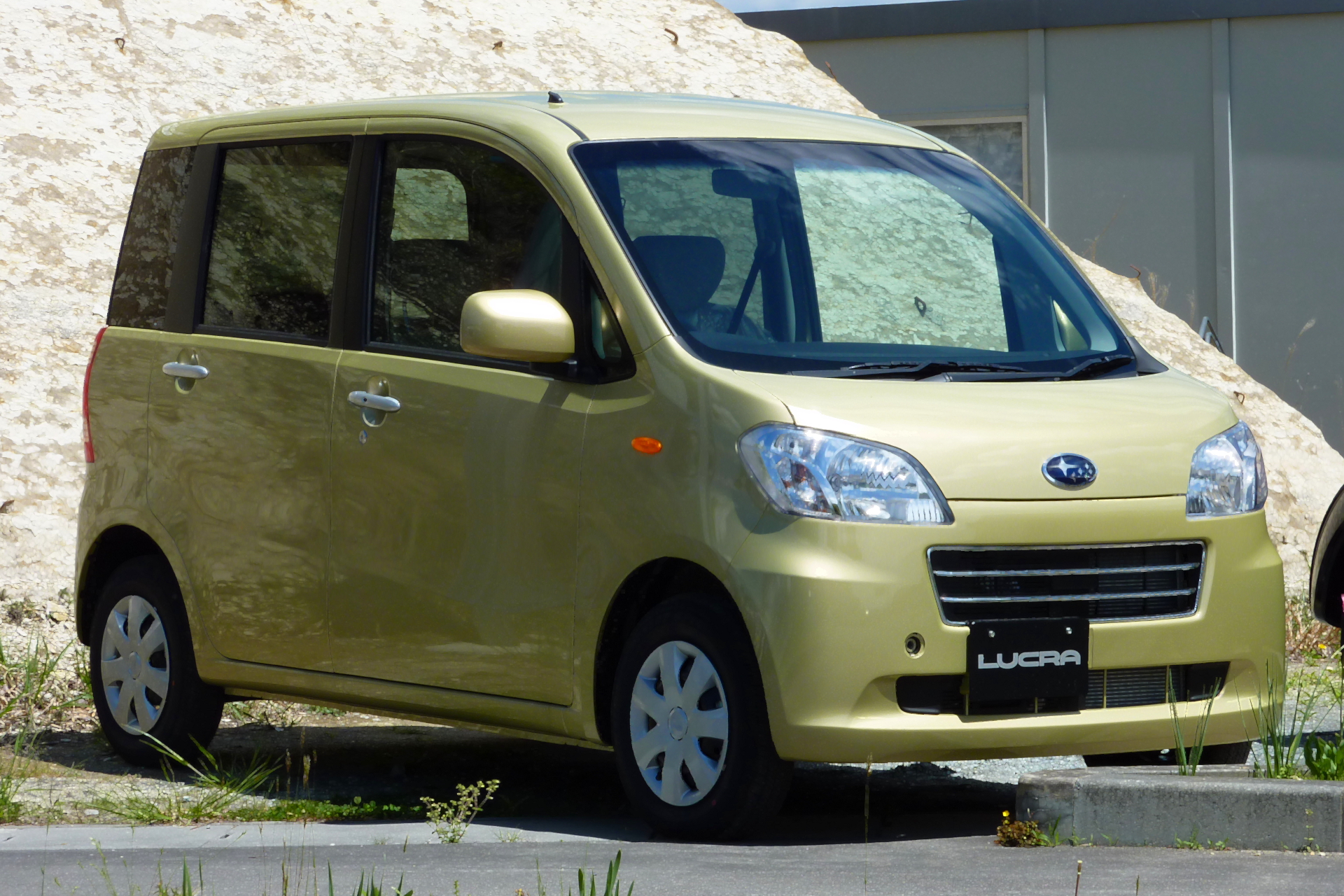
Bliźniaczany model Daihatsu Tanto Exe – Subaru Lucra